# Boemund de Taranto
Boemund de Taranto, cunoscut de asemenea și ca Boemund I al Antiohiei sau Bohemund de Hauteville (n. cca. 1054 - d. 7 martie 1111) a fost nobil normand din Dinastia Hauteville, devenit primul principe de Taranto (din 1085) și de Antiohia (din 1098), fiind unul dintre principalii conducǎtori ai primei Cruciade.
Boemund a participat activ în campaniile contra Imperiului Bizantin organizate de tatǎl sǎu, Robert Guiscard. Datoritǎ participǎrii în cruciadă, Boemund a câștigat o reputație ca fiind unul dintre cei mai buni comandanți militari ai timpului său. A cucerit Antiohia, aflatǎ pânǎ atunci în mâinile musulmanilor și, cu acordul conducǎtorilor cruciați, s-a proclamat principe, fondând aici principatul de Antiohia, unul dintre primele state cruciate din Orient.

## Copilăria
Boemund s-a nǎscut în San Marco Argentano în jurul anului 1054, fiind primul copil al ducelui Robert Guiscard de Apulia și Calabria cu prima sa soție, Alberada de Buonalbergo. Printre numeroșii săi veri stabiliți în sudul Italiei se numără și Roger al II-lea, primul rege al Siciliei. În urma botezului a fost numit Marcu, însǎ în copilǎrie a primit de la tatăl său porecla „Bohemond” (dupǎ numele unui gigant legendar), aceasta devenind mai târziu numele său principal.
Puține informații existǎ despre copilăria și primii ani de viață ai lui Boemund, probabil deoarece în 1058 căsătoria părinților sǎi a fost declaratǎ ilegalǎ, iar mama sa, Alberada, a fost nevoită să fugă de la palat împreună cu fiul ei de patru ani, după care tatăl său, Robert Guiscard, s-a recăsătorit cu Sichelgaita. Ca urmare, întâiul născut lui Guiscard a fost dezmoștenit. Potrivit Breve chronicon Northmannicum, în 1079 lui Boemond i-a fost încredințat comandamentul unei unități militare. În același an, luând parte la suprimarea unei rebeliuni feudale împotriva tatălui său, a demonstrat un curaj considerabil, deși nu a obținut succese militare importante fiind învins de unul dintre conții normanzi rǎsculați. Așa cum a subliniat biograful lui Boemund, el a început să joace un rol de sine stǎtǎtor abia de la începutul anilor '80.

## Războaiele cuBizanțul
Boemond au luat parte la invazia asupra provinciilor din Balcani ale Imperiului Bizantin, inițiată de tatăl său în anii 1080 - 1085 fiindu-i încredințat atacul asupra orașului Avlona. În fruntea unei mari armate, Boemund a devastat împrejurimile și a cucerit prin asalt orașul. Avansând fǎrǎ vreo rezistență deosebită spre nord, în 1081 s-a alăturat asediului Dyrrachiumului, asediu care era condus de tatǎl sǎu, Robert Guiscard. În ajutorul bizantinilor sosind flota venețianǎ, Boemund a fost desemnat pentru a conduce negocierile. Excedat de glumele pe care membrii delegatiei venețiene le fǎceau pe seama bǎrbii sale, Boemond a dat ordinul de atac. Dupǎ o luptǎ cumplită, armata normandă a fost înfrântǎ, fiind nevoită sǎ se retragǎ. Curând însǎ orașul a cǎzut în urma asediului realizat de armatele celor doi comandanți, Boemond și Robert.
Nevoit să se retragă în Italia, ca urmare a tulburărilor de acolo, Robert l-a lăsat pe Boemund la comanda întregii armate de invazie din Balcani. Se pare că Guiscard îl lăsase pe Boemund la comandă cu ordinul precis de a continua înaintarea în Balcani, eventual până la Constantinopol însuși. Ca urmare, în primăvara anului 1082, Boemund a părăsit Kastoria pentru a asedia Ioannina, regiune populată de foederati vlahi. Comandantul normand se pare că a ajuns la înțelegere cu aceștia, probabil obținând sprijin militar din partea lor, motiv pentru care și-a permis să lase în urmă mai multe locuri fortificate fără a le mai ataca. Trupele bizantine ale lui Alexios Comnen au intrat în contact cu invadatorii normanzi în împrejurimile Joanninei, care fuseseră deja devastate. După tatonări strategice (care denotă capacitățile militare ale ambilor comandanți militari), victoria a aparținut normanzilor, care au administrat o nouă înfrângere bizantinilor la Arta, imediat după aceea. Prestigiul bizantin în regiune a avut mult de suferit în urma acestor evoluții, drept pentru care chiar și Ohrida, sediul arhiepiscopatului de Bulgaria s-a predat lui Boemund. Deși nu a reușit să cucerească și citadela, Boemund și-a stabilit la Ohrida punctul din care să dirijeze cuceririle ulterioare. Între timp, Alexios căuta să semene discordie în rândul normanzilor prin atragerea unora dintre căpeteniile acestora și asmuțirea lor contra lui Boemund. Acesta însă și-a continuat înaintarea, pătrunzând în regiunea Tesaliei și înaintând până în dreptul Larissei. Asediul acestui oraș a durat șase luni, în cele din urmă trupele lui Alexios silindu-i pe normanzi să bată în retragere. Bohemund a revenit la Kastoria, unde a fost la rândul său asediat, orașul căzând în mâinile bizantinilor în octombrie sau noiembrie 1083.
Ulterior, în 1084, Robert Guiscard a revenit în Grecia, alături de succesorul său desemnat, Roger Borsa și de Guy, proclamat duce de Amalfi (ambii fiind frați vitregi ai lui Boemund). Între timp, Boemund se îmbolnăvise, fiind nevoit să se întoarcă în Italia.

## Criza de succesiune aApuliei
Când Robert Guiscard a murit în 17 iulie 1085, Bohemond ar fi urmat să moștenească posesiunile de dincolo de Adriatica ale tatălui său, însă acestea erau deja pierdute în favoarea bizantinilor, în timp ce Apulia și posesiunile din Italia urmau să îi revină fratelui vitreg mai mic al său, Roger Borsa. Din fericire pentru el, Bohemond se afla în acel moment în Salerno, în timp ce Roger era încă în Grecia. Roger și mama sa Sichelgaita s-au întors imediat în peninsulă. Potrivit cronicii lui Orderic Vitalis, Bohemond a fugit la Capua de teama ca Sichelgaita, despre care se zvonea că l-ar fi otrăvit pe Guiscard, să nu facă același lucru și cu el. O altă presupunere ar putea fi că Boemund intenționa să se alieze cu principele Iordan Drengot de Capua, în contextul alianței existente între Roger Borsa și unchiul său, contele Roger de Sicilia, care asigurase recunoașterea lui Borsa încă din septembrie. Bohemond, având sprijinul celor din Capua, s-a răsculat împotriva fratelui său vitreg și a cucerit Oria, Otranto și Taranto. În cele din urmă, cei doi frați au încheiat pacea în martie 1086, moment din care au acționat efectiv ca niște co-guvernanți. La sfârșitul verii lui 1087, Bohemond a reluat totuși războiul cu sprijinul unora dintre vasalii fratelui său, răsculați împotriva acestuia. El l-a atacat prin surprindere pe Roger Borsa și l-a înfrânt la Fragneto (în regiunea Benevento), reluând Taranto.
Războiul s-a încheiat până la urmă ca urmare a medierii papei Urban al II-lea, Boemund obținând Taranto și alte posesiuni de mai mică importanță. Deși Bohemond a primit doar o mică parte a Ducatului de Apulia, drept recompensă din partea Sichelgaitei pentru renunțarea la drepturile sale asupra titlului ducal, el a continuat să caute să obțină un statut mai mare pentru sine. După cum considera cronicarul Romuald de Salerno, Bohemond "căuta întotdeauna imposibilul."

## Conducător al Primei Cruciade

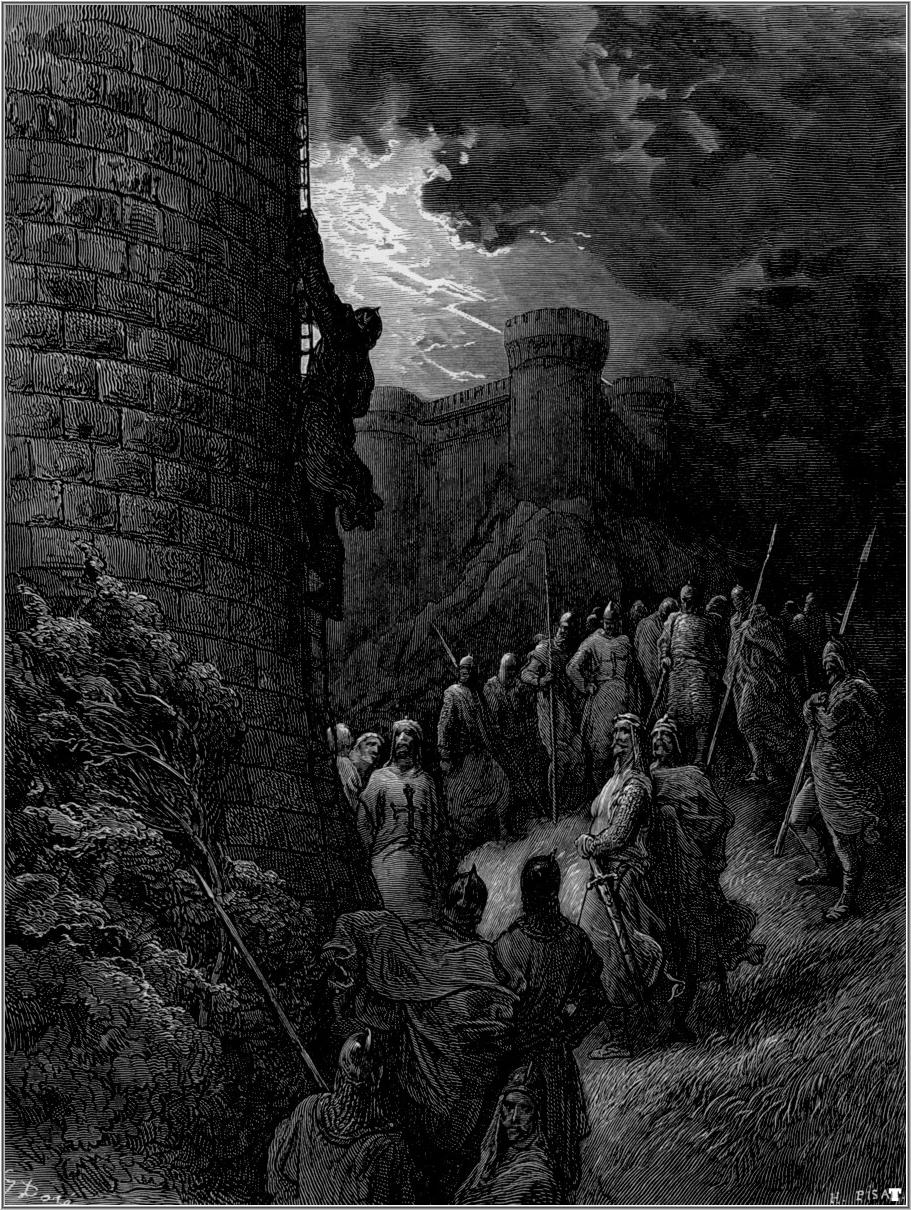
Bohemund se ridicǎ pe zidurile Antiohiei în miez de noapte (reprezentare artistică)

În 1096 Boemond, îndatǎ după ce a aflat de revolta izbucnită împotriva puterii normande în Ducatul de Amalfi, a adunat o armată și a asediat Amalfi, alături de unchiul său, Roger Bosso, contele de Sicilia. În acest moment, după cum este amintit în Gesta Francorum, el a primit un mesaj privind pregătirile ce se făceau pentru Prima cruciadă. Acele teritorii pe care Boemond a reușit să le cucereascǎ în Italia i se pǎreau acum nesemnificative față de perspectiva de a cuceri noi teritorii în Orient, de aceea Principele de Tarent a decis fără ezitare sǎ se alăture campaniei. Desigur, nu trebuie omis zelul cruciat care l-a cuprins, deși cronicarul Goffredo Malaterra arată fără menajamente că Bohemund a luat Crucea doar pentru a jefui și cuceri teritoriile din Grecia. Dupǎ estimǎrile lui Joseph Michaud, armata cruciată a normanzilor număra: 10.000 cavaleri și 20.000 de pedestrași, probabil aceste cifre sunt exagerate, dat fiind că Ana Comnena, în Alexiada în mod repetat subliniază faptul că inițial armata lui Bohemund era cu mult mai mică decât a altor lideri ai Cruciadei. Potrivit lui Jean Richard, dimensiunea micǎ a armatei normande era compensată prin disciplina mare a soldaților și prin experiența lor în luptele din Orient. De asemenea, normanzilor li s-a alǎturat o parte a cruciaților francezi, care nu a reușit să navigheze pânǎ la Constantinopol și care au iernat în Italia, cu intenția de a traversa Marea Adriatică.
După traversarea Adriaticii și debarcarea în Balcani, Bohemund a urmat traseul către Constantinopol pe care încercase să îl străbată anterior, în 1082-1084. Se pare că el ar fi cerut soldaților săi sǎ jefuiascǎ terenurile din jur. În ciuda acestui fapt, armata sa a fost atacatǎ de mai multe ori de către bizantini, care nu au uitat vechea vrăjmășie față de normanzi. Prințul normand a respins atacurile și a capturat câțiva ostași însǎ, din motive politice, i-a eliberat fără sǎ le provoace vreun rău. De asemenea, Bohemond a încheiat cu trimișii bizantini o înțelegere, prin care armatele sale gǎzduiau reprezentantul permanent al împăratului, care rǎspundea ca localnicii sǎ furnizeze cruciaților cele necesare, dar care urmǎrea și evitarea jafurilor de partea normanzilor. Acest lucru a provocat mânia lui Tancred, nepotul de Bohemund, care intenționa la un moment dat să distrugă Kissosul. Totul a ajuns chiar la o luptǎ deschisă între susținătorii și soldații lui Boemund, respectiv ai lui Tancred, însǎ în cele din urmă cruciații au căzut de acord să nu atace orașul. Bohemund a primit de la cetățeni daruri bogate pentru mijlocirea acestora și și-a continuat drumul.
Sosind la Constantinopol în aprilie 1097, Bohemund a jurat în fața împǎratului Alexios I Comnen. A rǎmas în oraș pânǎ în 1097, mai mult timp decât ceilalți cruciați, sosiți anterior, el neparticipând direct la asediul Niceei și având grijǎ de aprovizionarea trupelor cruciate din prima linie. Cu toate acestea, de la Constantinopol la Antiohia, Bohemond s-a impus ca adevăratul conducător al Primei cruciade; iar acest lucru spune multe prin aceea că, sub comanda sa, această cruciadă a fost reușită în ceea ce privește străbaterea Asiei Mici, cel puțin comparativ cu Cruciada din 1101, Cruciada a doua din 1147, cruciada lui Frederic Barbarossa din 1189, care au eșuat în această regiune.

### Asediul Antiohiei

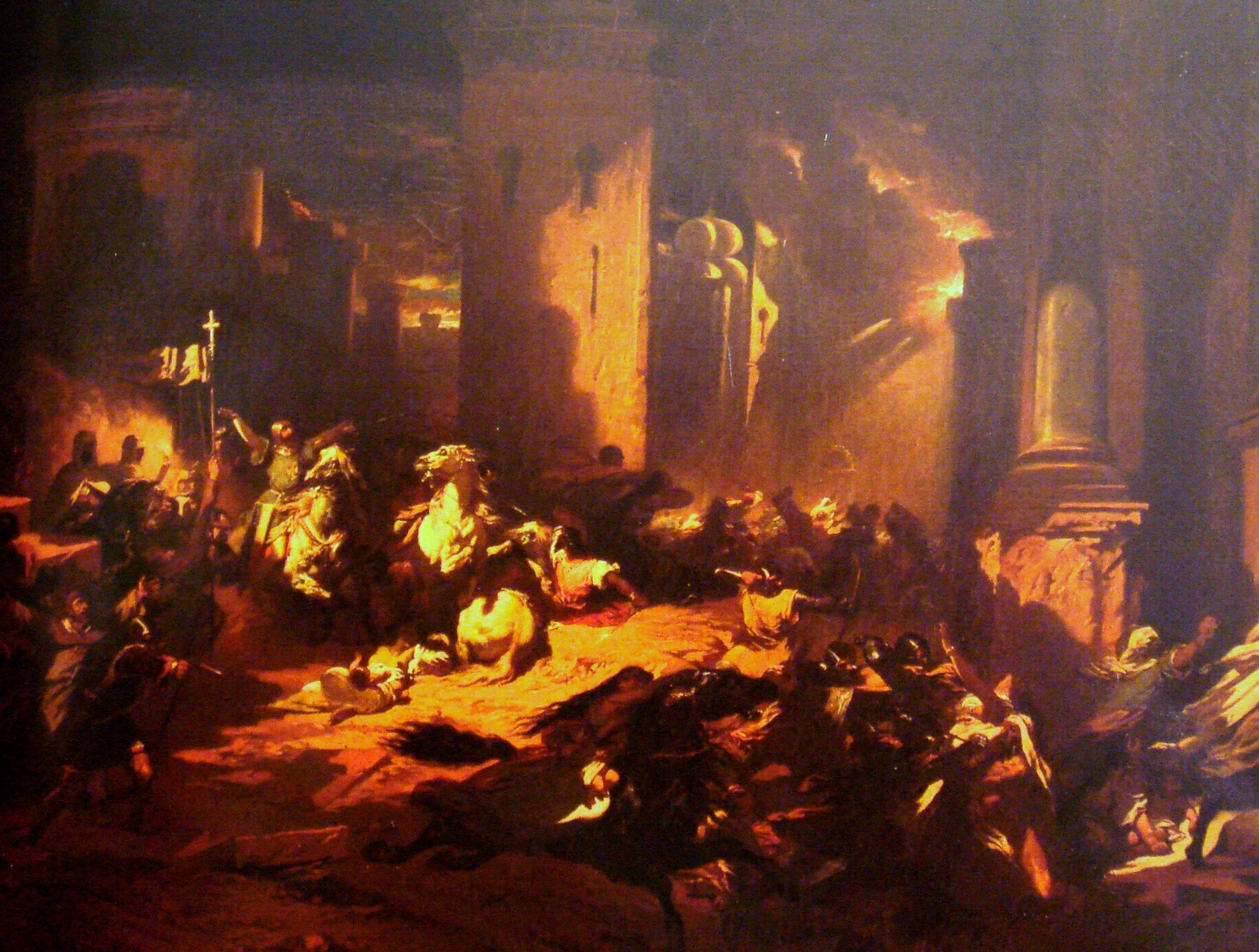
Capturarea Antiohiei de către Bohemund, reprezentare artistică.

Cruciații în frunte Godfrey de Bouillon, Bohemund și Raimond al IV-lea de Toulouse au sosit în fața porților Antiohiei pe 20 octombrie 1097. Însǎ nu au fost de acord asupra acțiunilor de a doua zi. În timp ce Raimond dorea să dea imediat atacul, Godfrey și Bohemund preferau să supună orașul asediului. Raymond a cedat fără nicio tragere de inimă și, a doua zi, cruciații au încercuit parțial orașul. Fortificațiile construite de bizantini erau suficient de puternice ca să reziste unui atac direct, deși este posibil ca efectivele armatei lui Yaghi-Siyan să nu fi fost suficient de numeroase pentru a asigura apărarea adecvată a fortificațiilor. Conducǎtorul musulman a fost ușurat și a prins noi speranțe când a văzut că armata cruciată se complică într-un asediu. Bohemund și-a stabilit pozițiile la colțul de nord-est al orașului, la Poarta "Sfântul Pavel". Raimond și-a așezat tabăra spre vest, la Poarta "Câinelui", iar Godfrey și-a plasat trupele tot la vest, la Poarta "Ducelui", unde se construise un pod de vase peste râul Orontes, care asigura legătura cu satul Talenki. Spre sudul fortificațiilor se afla Turnul "celor Două Surori", iar spre colțul de nord-vest se afla Poarta "Sfântul Gheorghe", care rămăsese neblocată de asediatori și care era  folosită de Yaghi-Sian pentru aprovizionarea trupelor proprii. În părțile dinspre sud și de est se aflau mai multe dealuri, cunoscute sub numele generic de Muntele Sfântul Silpius, către aceste dealuri deschizându-se Poarta "de Fier" a cetății.

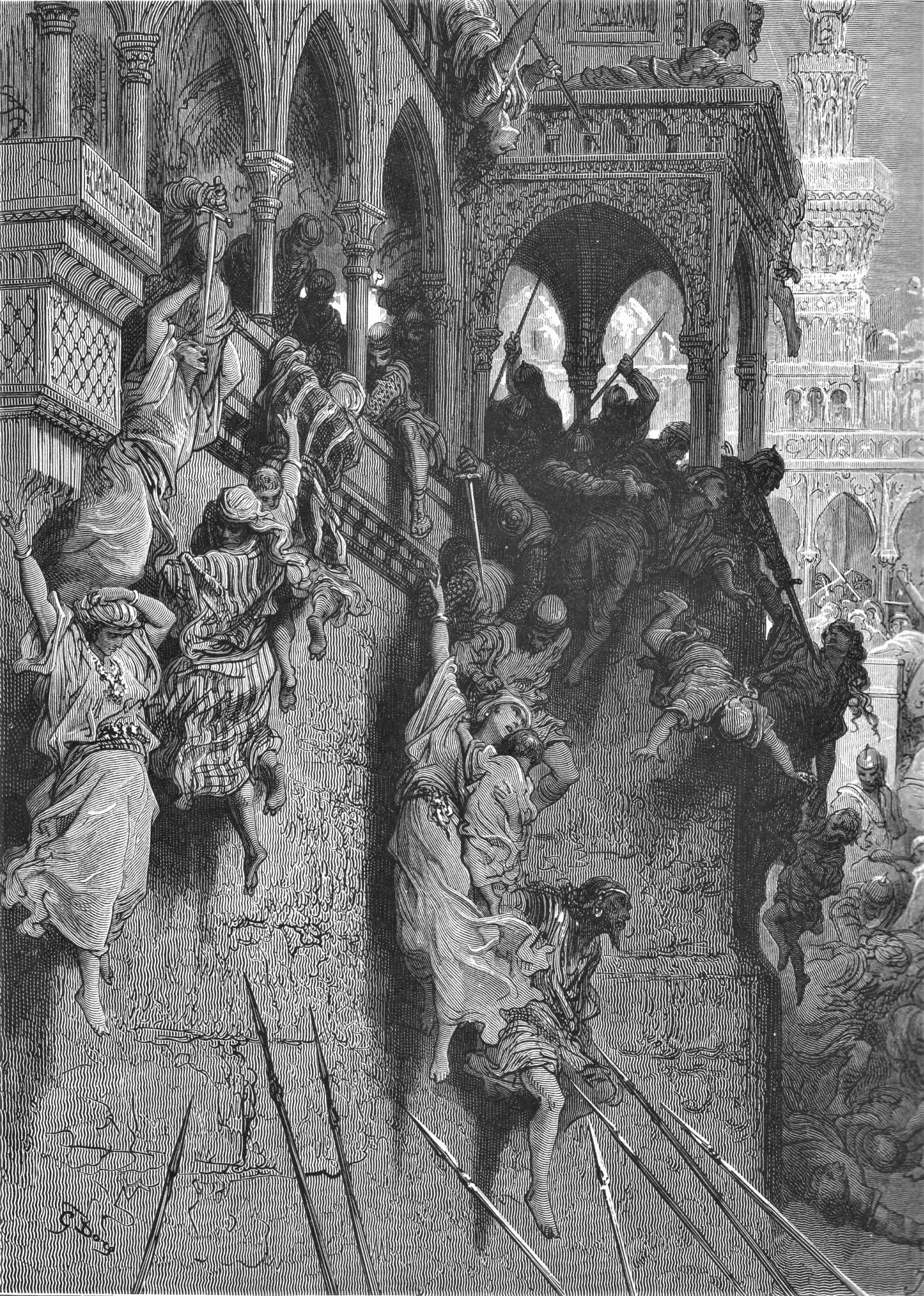
Masacrarea musulmanilor în Antiohia, reprezentare artistică.

Asediul a continuat deși cruciații au îndurat foametea și plecare bizantinilor în frunte cu Tatikios, iar la sfârșitul lunii mai 1098, în ajutorul Antiohiei a sosit o armată musulmană din Mosul, sub comanda lui Kerbogha. Această armată era mult mai numeroasă decât cele care încercaseră până atunci spargerea asediului creștin. Kerbogha își unise forțele cu cele ale lui Ridwan al Alepului și ale lui Duqaq, în rândurile noii forțe aflându-se forțe persane și din Mesopotamia Artuqidă. Cruciații s-au bucurat de un răstimp neașteptat necesar pregătirilor de luptă, Kerbogha atacând mai întâi fără succes Edessa, care fusese cucerită în 1098 de Balduin de Boulogne.
Cruciații și-au dat seama că trebuie să cucerească Antiohia mai înainte de sosirea întăririlor musulmanilor conduse de Kerbogha. Bohemund a reușit să stabilească contacte cu Firouz, un soldat armean care păzea Turnul "celor Două Surori", care dorea să se răzbune din motive personale pe Yaghi-Siyan, și l-a mituit pentru ca să deschidă poarta cetății. Bohemund a convocat adunarea cruciaților și le-a cerut ca, după cucerirea orașului prin mită și trădare, să fie de acord să i-l ofere lui ca pradă de război. Raimond a răspuns furios că orașul trebuie predat împăratului bizantin, așa cum se căzuse de acord la Constantinopol în 1097, însă Godfrey, Tancred, Robert și alți lideri creștini au fost de acord cu pretențiile lui Bohemund.
În ciuda acestor aranjamente, pe 2 iunie, Ștefan de Blois și alți câțiva cruciați au dezertat. Mai târziu în aceiași zi, Firouz i-a transmis lui Bohemund să mimeze un marș spre coloana lui Kerbogha, iar mai apoi să se întoarcă noaptea și să atace zidurile cetății. După ce a fost dusă la îndeplinire această schemă, Firouz a deschis porțile turnului pe care îl apăra și orașul a fost invadat de creștini. Creștinii sirieni rămași în cetate au deschis la rândul lor restul porților și au participat alături de cruciați la masacrarea musulmanilor. În timpul violențelor, cruciații au ucis și creștini localnici (neputându-i deosebi) alături de musulmani, inclusiv pe fratele lui Firouz. Yaghi-Siyan a încercat să fugă, dar a fost prins de creștinii sirieni în afara zidurilor cetății, decapitat, iar capul i-a fost oferit lui Bohemund.
Potrivit înțelegerii anterioare, conducătorul normand a intrat în deplina posesie a orașului în ianuarie 1099, el rămânând în apropierea Antiohiei pentru a-și asigura poziția, în vreme ce ceilalți cruciați și-au continuat înaintarea spre sud, către Ierusalim.
Ulterior, Bohemund s-a deplasat și el la Ierusalim, cu ocazia Crăciunului din 1099, influențând alegerea ca patriarh a lui Dagobert de Pisa ca patriarh al Ierusalimului, probabil în scopul de a contrabalansa puterii crescânde a elementului lotharingian în oraș ca urmare a alegerii ca rege al Ierusalimului a lui Godefroy de Bouillon.
Ca urmare a cruciadei, Bohemund a intrat așadar în posesia Principatului de Antiohia, având un teritoriu destul de extins, o bună poziție strategică și beneficiind de serviciile unei armate puternice. Din acest punct, el trebuia însă să se confrunte cu două mari forțe din vecinătate: Imperiul Bizantin, ale cărui pretenții asupra Antiohiei erau sprijinite de către alți cruciați (în primul rând, Raymond de Toulouse]], și puternicele principate musulmane din nord-estul Siriei.

## Căderea în prizonierat
Orașul Malatia, care străjuia porțile Ciliciei prin Munții Taurus în perioada imediat ulterioară Primei cruciade, fusese capturat către 1100 de către un soldat armean. În acel moment, se primeau vești potrivit cărora emirul danișmenid Ghazi Gümüștekin din Sivas, pregătea o expediție care să captureze Malatia, drept pentru care armenii au solicitat ajutorul lui Bohemond.
Temându-se de o slăbire a forței sale din Antiohia, dar nedorind să rateze oportunitatea de a-și extinde stăpânirile către nord, în august 1100 Bohemund a pornit în marș spre nord cu numai 300 de cavaleri și o mică forță de soldați pedeștri. Nereușind să trimită la timp iscoade, trupa de cruciați a fost prinsă într-o ambuscadă de către turci și complet încercuită în bătălia de la Melitene. Bohemond a reușit totuși să trimită pe unul dintre soldații săi pentru a solicita ajutor din partea lui Balduin de Edessa, însă el a fost capturat și legat cu lanțuri, fiind dus prizonier în Neo-Caesarea (astăzi Niksar). Acolo a stat în închisoare până în 1103.

## Reluarea războaielor antibizantine și ultimele evenimente
Aflând de luarea lui Bohemund în captivitate, împăratul Alexios I Comnen, considerându-se în continuare jignit de faptul că principele normand rupsese jurământul făcut la Constantinopol prin aceea că reținuse Antiohia pentru sine în loc să o cedeze Bizanțului, s-a oferit să răscumpere pe comandantul normand pentru 260.000 de dinari, cu condiția ca Ghazi Gümüștekin să îl predea împăratului pe prețiosul său prizonier. Atunci când Kilij Arslan I, seniorul selgiucid al emirului danișmenid, a auzit de această propunere, a cerut pentru sine jumătate din sumă, amenințând altminteri cu atacarea Bizanțului. La rândul său, Bohemund a propus în schimb o răscumpărare de 130.000 de dinari pe care să îi plătească doar către emir. Târgul a fost încheiat în această din urmă formă, iar Ghazi și Bohemund au schimbat jurăminte de prietenie. Răscumpărat astfel de către Balduin de Edessa, Bohemund a revenit în triumf la Antiohia în august 1103.
Nepotul său Tancred, care vreme de trei ani se stabilise în palatul unchiului său ca interimar, atacase în tot acest răstimp pe bizantini și extinsese stăpânirea Principatului de Antiohia asupra orașelor Tarsos, Adana și Massissa în Cilicia. Încurajați de întoarcerea lui Bohemund, cruciații atacat și ei, în vara anului 1103 pe Ridwan de Alep, cu scopul de a-i impune acestuia cedarea de provizii și plata unui tribut. Între timp, Raymond de Toulouse se instalase în Tripoli cu sprijinul lui Alexios și avea posibilitatea de a stopa expansiunea Antiohiei către sud, astfel încît la începutul lui 1104, Balduin și Bohemond s-au îndreptat către Alep, pentru a ataca Harran.
Aflat în fruntea atacului asupra Harran, Bohemund a fost înfrânt categoric de către musulmani. Înfrângerea a condus la imposibilitatea realizării unui principat în Orient extins și puternic, așa cum visa Bohemund. Momentul a fost urmat de un atac al bizantinilor asupra Ciliciei; lipsit de resurse, la sfârșitul lui 1104 Bohemund s-a văzut nevoit să revină în Europa pentru întăriri, necesare consolidării poziției sale. Este o chestiune de dezbatere istorică în ce măsură "cruciada" antibizantină pe care o plănuia ar fi putut conduce la obținerea de sprijin și indulgențe din partea papei Pascal al II-lea. Este cert că Bohemund, în audiențele sale în Occident, a reușit să farmece curtea Franței, atât prin cadouri și moaște sfinte aduse din Țara Sfântă, cât și prin istorisirile sale asupra faptelor de eroism purtate împotriva infidelilor. Ca urmare, el a găsit posibilitatea de a aduna resurse pentru ridicarea unei armate competitive. De asemenea, noul său statut i-a permis să obțină mâna Constanței, fiica fostului rege al Franței, Filip I, fapt descris cu lux de amănunte de abatele Suger:
Bohemund a sosit în Franța pentru a găsi prin orice mijloace putea mâna sorei domnului Ludovic Constanța, o tânără domnițp de nemaipomenită educație, înfățișare elegantă și chip minunat. Atât de mare era reputația Regatului Franței și a domnului Ludovic că înșiși sarazinii erau înspăimântați de proiectul acestei căsătorii. Ea nu era logodită de când rupsese angajamentul de a se căsători cu Ugo, contele de Troyes, și își dorea să evite vreo altă alegere nepotrivită. Principele de Antiohia era experimentat și bogat atât în cadouri, cât și în făgăduieli; el merita pe deplin căsătoria, care a fost celebrată cu mare pompă de către episcopul de Chartres în prezența regelui, domnul Ludovic, și a multor arhiepiscopi, episcopi și nobili ai regatului.

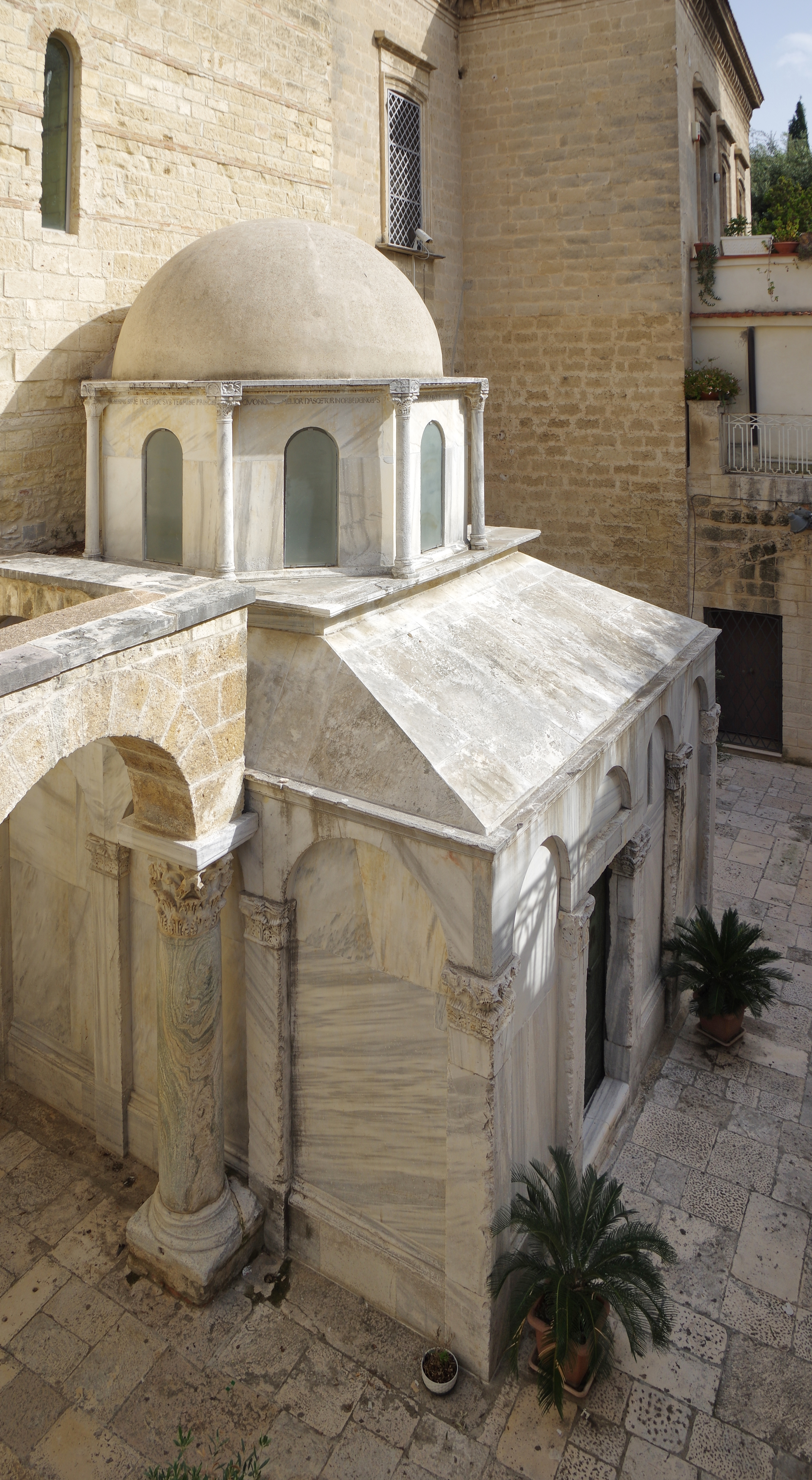
Mausoleul lui Boemund din Canosa di Puglia.

Orbit de succesul avut, Bohemund a luat hotărârea de a-și folosi noua sa armată de 34.000 de oameni nu pentru a apăra Antiohia contra bizantinilor, ci pentru a trece el la atac împotriva lui Alexios. Ceea ce a și făcut; însă basileul, având și sprijinul venețienilor, s-a dovedit prea puternic, iar Bohemond a trebuit să se supună printr-o pace umilitoare (Tratatul de la Devol din 1108), prin care devenea vasal față de Alexios, consimțea la obținerea titlului de sebastos și promitea să cedeze teritoriile aflate în dispută și să primească un patriarh grec în Antiohia. Se pare că supărarea acestui eșec a condus la moartea sa, petrecută 6 luni mai târziu, fără ca el să revină vreodată în Orient, și a fost înmormântat la Canosa, în Apulia, în 1111.